# Wangcun, She
Wangcun (kinesiska: 王村) är en köping i östra Kina. Den ligger i She härad i staden Huangshan i provinsen Anhui, omkring 260 kilometer sydost om provinshuvudstaden Hefei. Antalet invånare är 21 996. Befolkningen består av 10 707 kvinnor och 11 289 män. Barn under 15 år utgör 13,0 %, vuxna 15-64 år 75 %, och äldre över 65 år 10,0 %.